# Anne André-Léonard

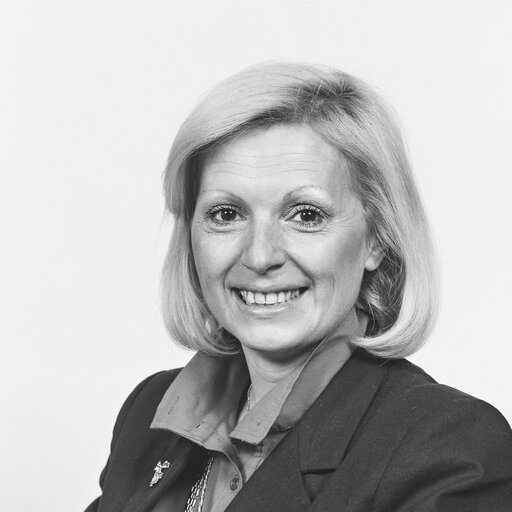
Anne André-Léonard

Anne André-Léonard (Schaarbeek, 16 november 1948) is een voormalig Belgisch politica voor de MR.

## Levensloop
André-Léonard werkte als bediende op het liberaal syndicaat en was tevens medewerker op meerdere ministeriële kabinetten.
In 1976 werd ze voor de PRL verkozen tot gemeenteraadslid van Ottignies, waar ze van 1981 tot 2000 schepen was. Van 2000 tot 2003 en van 2006 tot 2010 was ze tevens provincieraadslid van Waals-Brabant en was van 2000 tot 2003 gedeputeerde van de provincie.
Van 1985 tot 1989, van 1991 tot 1999 en van 2003 tot 2004 zetelde ze in het Europees Parlement. Bovendien was ze van 1999 tot 2000 in de Regering-Verhofstadt I regeringscommissaris bevoegd voor administratieve vereenvoudiging en van 2006 tot 2008 adjunct-commissaris voor België op de Internationale Expo in Zaragoza.